# Estación Sol y Verde
Sol y Verde es una estación ferroviaria ubicada en el barrio del mismo nombre, en la localidad de José C. Paz, partido homónimo, Provincia de Buenos Aires, Argentina.

## Historia
Fue inaugurada el 2 de julio de 2008 por la UGOFE, siendo la estación más reciente de la línea. 
Los primeros pedidos por parte de los vecinos para la construcción de una parada del Ferrocarril San Martín equivalente a la estación Juan Vucetich del Ferrocarril General Urquiza datan de comienzos de la década del '70.
El crecimiento poblacional de Sol y Verde y la suspensión de todos los servicios de la estación del Urquiza hicieron que finalmente el reclamo fuese escuchado y la estación construida.

## Características
Posee dos andenes enfrentados. Al momento de la inauguración, las boleterías y oficinas se construyeron a mayor altura que el resto de la estación previendo la futura elevación de esta (cuando se renovase el material rodante), cosa que ocurrió finalmente en el año 2014.
Cada andén posee un amplio sector techado a la altura de las boleterías, además de asientos, rampas de acceso, sistema de información en vivo y demás comodidades.

## Servicios
La estación corresponde a la Línea San Martín de los ferrocarriles metropolitanos de Buenos Aires que conecta las terminales Retiro, José C. Paz, Pilar y Domingo Cabred.

## Imágenes

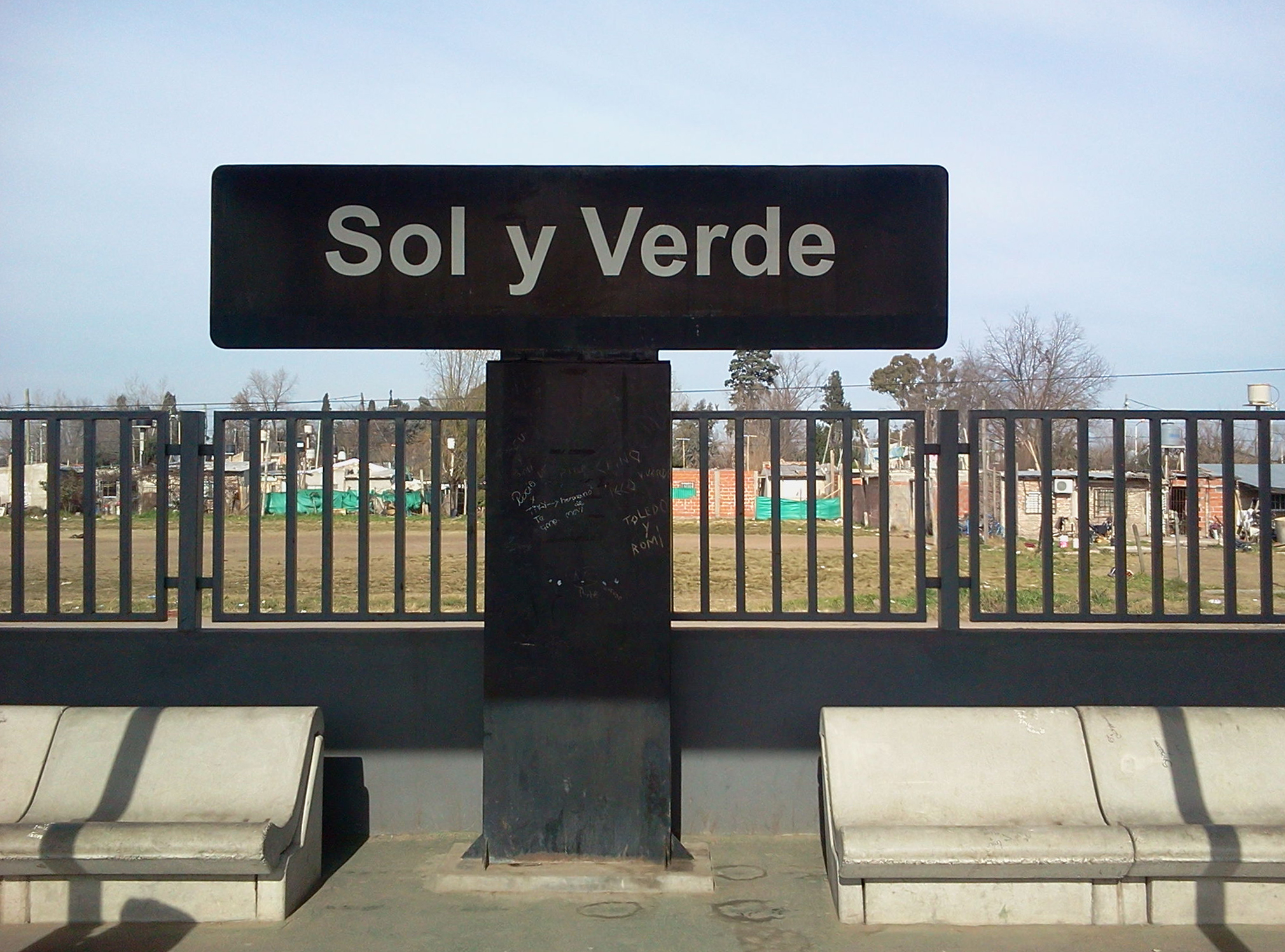
Nomenclador original
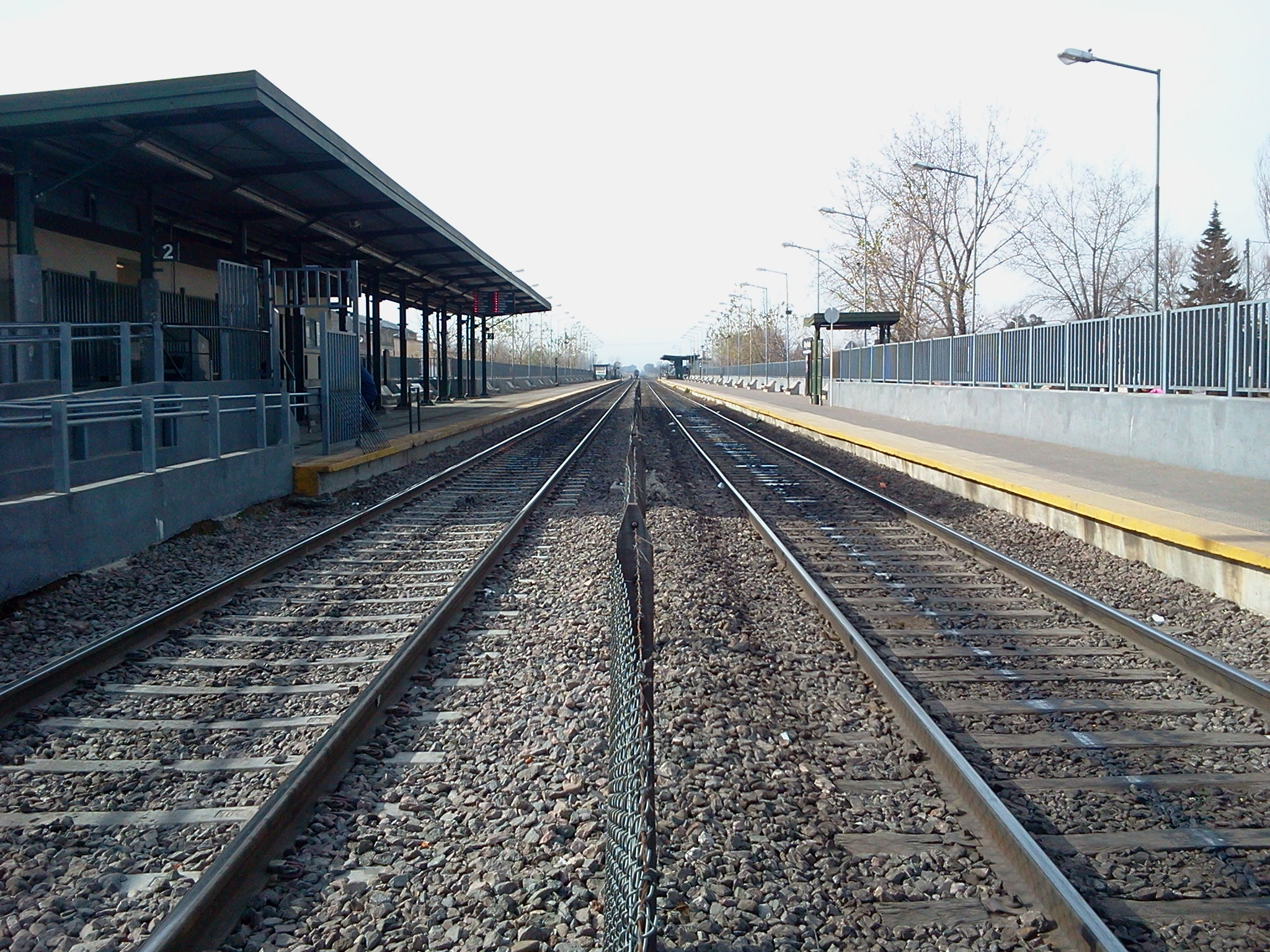
La estación en su estado original, antes de la elevación de andenes
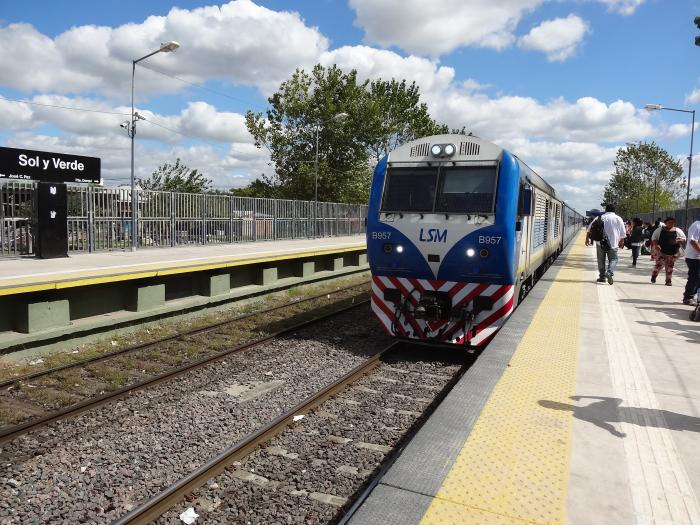
Formación deteniéndose en la estación ya elevada